# Iglesia simple
El movimiento de la Iglesia Simple  es un movimiento evangélico cristiano que reinterpreta la naturaleza y la práctica de la iglesia.

## Simple
Una Iglesia Simple puede reunirse en cualquier lugar; con o sin líderes entrenados, liturgia oficial, programas o estructuras. Para facilitar la relación, el discipulado (formación espiritual), la multiplicación, la movilidad y la pertenencia de los miembros, una Iglesia Simple suele ser un grupo pequeño de no más de 20 a 25 personas. Los "programas" son prácticamente inexistentes y la participación de pequeños grupos es esencial. El proceso de pasar de la adoración al pequeño grupo, del pequeño grupo al trabajo misionero, y del trabajo misionero a la adoración es el enfoque principal [cita requerida].
Los autores Tony y Felicity Dale, fundadores de los ministerios House2House,  han promovido el término "Iglesia Simple" en su libro "Simplemente Iglesia".
El término se utiliza a menudo de manera intercambiable con otros términos como Iglesia Orgánica, Iglesia Esencial, Iglesia Primitiva, Iglesia Relacional y Micro-Iglesia. Algunos grupos utilizan otros nombres, no obstante se consideran a sí mismos parte de o relacionados con el fenómeno de la Iglesia Simple.
A principios del siglo XXI una serie de denominaciones cristianas establecidas y organizaciones misioneras han apoyado oficialmente los esfuerzos para desarrollar redes de iglesias en las casas. Estos incluyen a la Iglesia Metodista Libre en Canadá, la Iglesia Internacional del Evangelio Cuadrangular de Canadá, la Confraternidad Evangélica de Canadá, la Iglesia Presbiteriana en Canadá, Socios en la Cosecha, la Convención Bautista del Sur, Dove Christian Fellowship International, Ministerios DAWN (Discipulando a toda una nación), Juventud Con Una Misión (JUCUM), y la Gracia Eterna.

## Orígenes e influencias
Muchos adeptos al movimiento de la Iglesia Simple apuntan al Nuevo Testamento, especialmente a los Evangelios, Hechos, y los escritos del apóstol Pablo para la justificación de su modelo (véase Iglesia en Casa, Base Bíblica). Históricamente hablando, las reuniones simples de los cristianos eran la norma del cristianismo temprano. Entre los años 100 DC y 300 DC, el cristianismo creció de 25.000 a 20 millones de personas en el Imperio Romano. De hecho, gran parte del Nuevo Testamento fue escrito para las personas que se reunieron en iglesias en las casas.
Las primeras iglesias cristianas en las casas eran similares a las sinagogas las cuales eran numerosas. Los cristianos tomaron tal modelo de bajo coste y fácil de multiplicar y lo adaptaron a su nuevo contexto cristiano. Adicionalmente, La Comunión, también llamada la Cena del Señor, fue exclusivamente cristiana (aunque siguiendo el modelo de la Pascua). Dado que esto no aplicaba a los Judíos, por no encajar en las sinagogas, debía celebrarse en otro lugar. Las iglesias en las casas eran el lugar natural para que la Comunión fuera compartida. Conforme pasó el tiempo, los cristianos fueron rechazados en las sinagogas judías según la persecución se intensificó (ver Separación del Cristianismo Primitivo y el Judaísmo). A pesar de que las iglesias en las casas florecieron en tiempos de persecución, ya estaban bien establecidas antes de esto.
A principios del siglo XXI el movimiento de la Iglesia Simple en Occidente recobró la atención, pero era bastante normativo en otras partes del mundo donde el cristianismo ha sido históricamente perseguido.
En Occidente, la Iglesia Simple se remonta al movimiento de iglesias en casas. En América del Norte y el Reino Unido en particular, el movimiento de las iglesias en casas es a menudo visto como el desarrollo y la extensión lógica de la "Hermandad" o el movimiento de los Hermanos de Plymouth, donde muchos individuos y asambleas han adoptado nuevos enfoques para el culto y el gobierno, mientras que otros reconocen una relación con los Anabaptistas, Cuáqueros, Amish, Huteritas, Menonitas, Moravos, Metodistas y los muy anteriores Valdenses  y Priscilianos. Otra perspectiva ve al movimiento de las iglesias en casas como un resurgimiento del mover del Espíritu Santo en el Movimiento de Jesús de la década de 1970 en los EE. UU. o la Renovación Carismática a nivel mundial de los años sesenta y setenta. Otros lo ven como un retorno al paradigma restauracionista de la Iglesia Neo-Testamentaria y una restauración del propósito eterno de Dios y la expresión natural de Cristo en la tierra, instando a los cristianos a volverse de las jerarquías y rangos a las prácticas descritas y alentadas en las Escrituras.
La Iglesia Simple también ha sido influenciada por las misiones en el extranjero y el crecimiento de los movimientos de plantación de iglesias. Los movimientos de plantar iglesias están acrecentando espontáneamente los esfuerzos para la multiplicación de iglesias.
El movimiento misionero también ha influido en la Iglesia Simple.

## Valores
Como en todo movimiento descentralizado y espontáneo, en la Iglesia Simple se expresa una variedad de valores.  Debido a la influencia de algunos grupos clave y al texto en el libro de Hechos 2:42-47, tres valores esenciales han surgido en medio de muchos círculos. Los adherentes a este movimiento Paul Kaak (que comenzó el ministerio en una de las mayores y más sistematizadas mega-iglesias en los Estados Unidos) y Neil Cole, originalmente articulan estos valores utilizando las siglas DNA.
De acuerdo a esto:
- D - Divina Verdad:  La verdad es la base de todo.[12]
- N - Nutrir las relaciones:  Las relaciones sanas son lo que conforman una familia. El amor por los demás debe ser una búsqueda constante de la familia de Dios.
- A - Apóstoles en Misión:  Apóstol simplemente significa "enviado".[13]

Estos valores ya han sido promovidos por varios ministerios como House2House y DAWN Norteamérica, y han sido adoptados por diferentes grupos como New York´s MetroSoul

## Prácticas
En su libro Cristianismo Pagano, el autor Frank Viola señala una serie de reformas que las iglesias orgánicas a menudo defienden.
- La creencia de que el clero moderno es un vestigio de la religión romana pagana que estuvo ausente de la iglesia primitiva y que en gran parte está en desacuerdo con el verdadero sacerdocio de todos los creyentes. El movimiento considera la institución del clero como en desacuerdo con lo que se cita en textos como Mateo 20, Mateo 23, 3 Juan, y el mensaje de el Apocalipsis sobre las obras de los Nicolaítas (En Griego, literalmente los que triunfan sobre las personas).

1.ª Corintios 12-14 presenta el cuadro de una reunión de la iglesia en donde todos los miembros participan enteramente lo cual está en desacuerdo con el servicio religioso moderno, que se realiza por profesionales para una audiencia estática. Sin embargo, algunos creen que esta visión no tiene en cuenta el carácter Judío y la naturaleza de la ekklesia que estuvo basada en la sinagoga, lo que explicaría las citas a los ancianos y diáconos que se encuentran en el Nuevo Testamento. En respuesta, muchas iglesias simples reconocen a los ancianos y diáconos de acuerdo con las normas bíblicas establecidas en Timoteo y Tito, pero creen que estas personas surgen con el tiempo ya que su carácter viene a ser descriptivo de estos roles.  En un entorno donde la gente es libre para expresar sus talentos, tales personas pueden emerger. Además, el ser un anciano o un diácono no significa que tal persona domine la reunión. En la Tercera Epístola de Juan, Diótrefes el anciano es reprendido pues quería ser el primero y dominar sobre los demás.  La Iglesia Simple afirma ampliamente la idea de que ser anciano o diácono no es una licencia para que solo algunos ministren y los demás estar pasivos.
- Se da importancia a la Cena del Señor como a una celebración regular y recurrente de una comida completa en lugar de un ritual religioso corto. La integración temprana del ritual basado en casa a la reunión pública tipo sinagoga actuó en detrimento del carácter simbólico del acto a un momento privado, reemplazando su simbolismo de compañerismo y dedicación al Señor. Esto fue consumado en el tiempo de Constantino, cuando el banquete ágape con base en el hogar fue prohibido. Sin embargo, esta historia en sí misma no demerita las reuniones más grandes tipo sinagoga para orar, ministrar la Palabra de Dios y el canto. Los adeptos a las iglesias simples también pueden disfrutar de vez en cuando e incluso mensualmente de reuniones más grandes para hacer estas cosas, aunque destacan la reunión más pequeña de la ekklesia como el medio ambiente para el crecimiento espiritual.
- Las iglesias orgánicas tienden a poner menos énfasis en los edificios o lugares reunión.  Con este fin, Neil Cole, un seguidor de la Iglesia Simple, afirma que "los edificios, presupuestos y los grandes personajes", tienden a hacer más para contener el Cristianismo que para permitir su expansión.[16] Sin embargo, esta declaración no aporta mayor cosa para justificar su pretensión.

## Medios de comunicación y atención popular
A principios del siglo XXI el crecimiento del movimiento ha tenido mayor cobertura de los medios de prensa:
- Michael Alison Chandler y Arianne Aryanpur, "Going to Church by Staying at Home: Clergy-Less Living Room Services Seen as a Growing Trend " Washington Post  (Impreso 4 de junio de 2006, pág. A12) (Consultado el 30 de septiembre de 2006).
- Stuart Laidlaw, " Religion, but no church required " Toronto Star  (Consultado el 30 de septiembre de 2006).
- David Van Biema y Rita Healy, " There's No Pulpit Like Home Archivado el 21 de abril de 2013 en Wayback Machine. "Time Time  (Consultado el 30 de septiembre de 2006).

Muchos libros se han escrito sobre el movimiento de la Iglesia Simple, sobre todo por algunos de sus miembros (véase recursos en inglés: House Church, libros recomendados). (a corto plazo se incluirán referencias en idioma español). A principios del siglo XXI (y algunos precursores en el siglo XX) comenzaron a aparecer libros publicados por aquellos que estudian el movimiento desde un punto de vista más objetivo, incluyendo Revolución  de George Barna 's.  Barna dice que las expresiones "revolucionarias" como "Iglesia Simple" pronto representarán un tercio de la espiritualidad americana.
La visibilidad del movimiento también se incrementó debido a las reuniones nacionales y regionales de diversa índole.  La mayor de ellas es la Conferencia Anual de Iglesias en Casa celebrada en Dallas, EE. UU., y, en ocasiones, a otros lugares por el movimiento House2House.

## Críticas
La forma en que el movimiento Iglesia Simple se relaciona con la construcción de una teología y eclesiología es objeto de mucho debate, especialmente entre los críticos del movimiento.
Varias voces prominentes tienen serias inquietudes acerca de la Iglesia Simple.  Por ejemplo, J. Lee Grady (Editor de Charisma Online) dice que este movimiento quiere "reinventar la iglesia sin su estructura bíblica y orden del Nuevo Testamento - y sin las personas necesarias que sean ungidas y nombradas por Dios para dirigirla. Para seguir esta tesis defectuosa a su conclusión lógica se requeriría que despidiéramos a todos los pastores, cerrar todos los seminarios e institutos bíblicos, pusiéramos candado a nuestros santuarios y enviaramos a todo el mundo a casa..."  A Grady y otros críticos les preocupa el hecho de que el movimiento de la Iglesia Simple podría alentar a la gente a salir de las formas más tradicionales de la iglesia, lo que podría conducir a un mayor colapso o disminución de la Cristiandad.
Gran parte del debate entre los practicantes de la Iglesia Simple y sus opositores se lleva a cabo en los foros de discusión en línea. Estos diálogos por lo general giran en torno a varias cuestiones:
- Liderazgo:  ¿Quiénes son los líderes y cuál es la estructura del liderazgo?  ¿La Iglesia Simple comprende el liderazgo bíblico?  ¿Hay suficiente control para evitar abusos, cultismos y herejía? ¿Habrá muchos argumentos como resultado de las opiniones contradictorias que surgen de los diferentes niveles de educación y experiencia religiosa? ¿Están los líderes laicos en las iglesias simples calificados para el cuidado de los demás?

En su libro Reinventando la Iglesia  Frank Viola responde a estas interrogantes diciendo que ciertas variantes del movimiento miran hacia una "cobertura" apostólica foránea como apoyo y para tratar de evitar que una persona carismática domine la reunión. Con el tiempo otros líderes surgen de acuerdo a su función, emergiendo a medida en que los demás respeten su auténtica experiencia en el Señor. La suprema "cobertura" del cristiano es Jesús mismo y la comunidad local de creyentes que se reúnen en su nombre.
- Longevidad:.  Según fuentes dentro del movimiento, el promedio de vida de una iglesia sencilla es de 6 meses a dos años[22] Esto conduce a los críticos a preguntarse cómo el cristianismo puede sobrevivir en un movimiento tan fugaz. ¿Cuál será el impacto a largo plazo de la Iglesia Simple?

Los adherentes podrían replicar que la energía aglutinante no es una institución estática, sino un movimiento multiplicador del Espíritu Santo.  La esperanza para las iglesias orgánicas es la multiplicación exponencial, lo que significa que dos iglesias se convierten en cuatro, cuatro se convierten en dieciséis, y así sucesivamente. La misma pregunta podría hacerse en relación con las iglesias institucionales, donde el fracaso y cierre de nuevas iglesias es también un problema. Los enfoques tradicionales de la iglesia pueden ser costosos e insuficientes en su capacidad para replicarse y multiplicarse. Sin embargo la iglesia orgánica aún no ha justificado sus pretensiones de crecimiento en los términos optimistas en que se hicieron.
- Ortodoxia: Sin control denominacional o supervisión pastoral, quién mantendrá la ortodoxia entre las iglesias simples y sus participantes? ¿No sería un caldo de cultivo para personas con teologías descabelladas quienes abandonarían las iglesias más tradicionales y ortodoxas?

Estas preguntas parecen estar más basada en el miedo que la realidad de la práctica de las iglesias orgánicas.  En su defensa, la herejía no es más probable que se propague en esta que en cualquier otra forma de iglesia. La naturaleza de la responsabilidad en una iglesia basada en el funcionamiento de todos sus miembros pueden hacer frente a la herejía adecuadamente. Muchos miembros de las iglesias orgánicas tienen educación bíblica formal, muchos dejaron sus posiciones prominentes en la iglesia organizada por convicción propia.
- Enseñanza:  Es raro que en las iglesias simples haya sermones o clases de bíblicas en el sentido formal. Los críticos se preguntan en qué momento se produce la enseñanza y cómo se forman las personas educacionalmente y doctrinalmente en las iglesias simples. Sin docencia concentrada, sermones y clases de biblias, ¿cómo serán educados los creyentes?

Frank Viola, en Reinventando la Iglesia,  señala que las reuniones cristianas son donde los fieles se reúnen en torno a Jesucristo y cada miembro funciona como se describe en 1.ª Corintios.  Aquí la gente comparte cómo Dios los está alimentando, y esto puede ser muy abundante.  Viola contrasta lo anterior con "los eventos del ministerio" donde la enseñanza, la educación, o incluso el evangelismo ocurre, o cuando un extraño entra a ministrar a la congregación. Este punto en sí mismo no trata con la naturaleza bíblica de los eventos del tipo sinagoga en los que uno de los ancianos es el responsable de "predicar y enseñar", como en 1.ª Timoteo 5:17. Los creyentes dentro del movimiento de Iglesia Simple también tienen oportunidades para una buena enseñanza, educación bíblica, leer libros cristianos, y así sucesivamente. De hecho, se anima a cada cristiano a alimentarse de Cristo, lo cual está en contraste con el sistema en el que uno o dos clérigos enseñan y los demás absorben de ellos.
- Alcance potencial:  ¿De qué forma las personas sin iglesia o los visitantes encontrarán la iglesia cuando no hay ninguna lista de direcciones o no aparecen en el directorio telefónico?

Al igual que muchos evangélicos, los seguidores de la iglesia orgánica creen que la adoración no debe estar sujeta a un lugar, sino más bien ser considerada como la forma en que una comunidad ofrece su vida a Dios. No obstante, es posible que una comunidad entienda esto y mantenga una presencia pública.
- Relación con las iglesias establecidas:  Será la Iglesia Simple otro movimiento que aleja a las personas de las iglesias congregacionales?  ¿Es una amenaza para los modelos más tradicionales? ¿Los practicantes de iglesias simples condenan o critican a otras formas de iglesia?  ¿Podrán las iglesias simples y las formas más tradicionales de iglesia trabajar juntas?

Es el deseo expreso de muchas iglesias que perdieron personas encontrar una relación con Jesucristo. Neil Cole, Frank Viola y otros partidarios admiten que Dios obra en y a través de la iglesia organizada, así como en la iglesia orgánica.  Muchas personas que están hoy en la iglesia orgánica reconocen que fueron salvas mientras se encontraban en iglesias más formales.
- Adaptación Cultural / sincretismo:  Será que la Iglesia Simple ha vendido a la cultura el rechazo pecaminoso de "ir a la iglesia"?  Estará la Iglesia Simple cediendo a la Posmodernidad? ¿La Iglesia Simple promueve la tendencia occidental por el culto al individuo y al individualismo?

Estas preguntas son complejas. Escritores como Lesslie Newbigin han señalado que la iglesia muestra todos los signos de ser cautiva del modernismo. Cuando muchos en la iglesia creen que la cultura occidental es cada vez más posmoderna, el mismo peligro de cautiverio se aplica, pero ahora en un contexto cultural diferente. Newbigin sugiere que refugiarse en un mundo privado de la fe es un error en cualquier contexto, y por lo tanto sería crítico del enfoque de Iglesia Simple.
La autocrítica también está presente en el movimiento. Líderes y voces prominentes han señalado cuestiones fundamentales, como el desarrollo del liderazgo, la exclusividad, la eficacia misionera, y otros elementos como motivos de preocupación. Un buen ejemplo de esto es Andrew Jones, un defensor de la iglesia emergente y practicante de la Iglesia Simple. Muchos en la Iglesia Simple consideran a este tipo de autoevaluación muy saludable y lo atan a la importante función profética en el movimiento.